# إديث واتسون
إديث واتسون (بالإنجليزية: Edith Watson)‏ هي مصورة أمريكية، ولدت في 1861 في East Windsor Hill Historic District ‏ في الولايات المتحدة، وتوفيت في 1943 في سانت بيترسبرغ في الولايات المتحدة.